# Order Korony (Belgia)

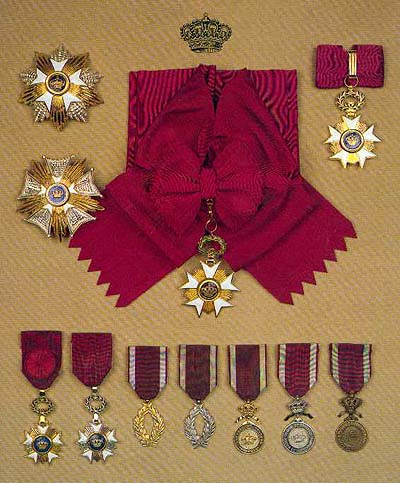
Insygnia Orderu Korony

Order Korony (fr. Ordre de la Couronne, nl. De Kroonorde) – belgijskie odznaczenie za zasługi cywilne i wojskowe.

## Zarys historii
Order Korony został ustanowiony przez króla Belgii Leopolda II 15 października 1897 jako odznaczenie dla prywatnego państwa tego monarchy, Konga, później zwanego Kongo Belgijskie, ale już w roku 1908, po przejęciu Konga przez państwo jako kolonii belgijskiej, został włączony do systemu odznaczeń Belgii. Nadawany jest przez dekret królewski zarówno obywatelom własnym, jak i obcym za osiągnięcia artystyczne, literackie, naukowe oraz w dziedzinach przemysłu i handlu i badań nad kulturą afrykańską. Z przyznaniem orderu wojskowemu niższego stopnia niż oficerski związana jest renta.

## Organizacja
Order stworzony na wzór schematu francuskiej Legii Honorowej, posiada pięć klas, od Wielkiego Krzyża do Krzyża Kawalerskiego, oraz związane z nim dwa dodatkowe odznaczenia, Palmy (złote i srebrne) oraz Medal (złoty, srebrny i brązowy). Nadawany jest dwa razy w roku: 8 kwietnia (dzień narodzin króla Alberta I) i 15 listopada (tzw. Dzień Korony).

## Insygnia
Insygnia orderu, również wzorowane na Legii Honorowej, to pięcioramienna gwiazda z emaliowanymi na biało promieniami w kształcie ramion krzyża maltańskiego, z prostymi promieniami między ramionami oznaki, na awersie z okrągłym, emaliowanym na ciemnoniebiesko medalionem środkowym, ukazującym złotą koronę królewską, zaś na rewersie z monogramem L w medalionie środkowym. Oznaki klasy I do IV są złote, oznaka klasy V srebrna. Zawieszką jest wieniec laurowy.
Gwiazda I. klasy jest dziesięciopromienna z pięcioma złotymi i pięcioma srebrnymi wiązkami promieni z ostrymi zakończeniami, z nałożonym na nią awersem oznaki orderowej, gwiazda II. klasy to duża srebrna gwiazda z 5 członami o kształcie
ramion krzyża maltańskiego, z nałożonymi na nie 5 wiązkami złotych promieni i z awersem oznaki orderowej.
Order noszony jest na kasztanowej wstędze według schematu Legii Honorowej.
| Baretki Orderu Korony | Baretki Orderu Korony | Baretki Orderu Korony | Baretki Orderu Korony | Baretki Orderu Korony |
| --------------------- | --------------------- | --------------------- | --------------------- | --------------------- |
| Krzyż Wielki          | Wielki Oficer         | Komandor              | Oficer                | Kawaler               |
| Złote Palmy           | Srebrne Palmy         | Złoty Medal           | Srebrny Medal         | Brązowy Medal         |